# Ausztráliai nyelvek
Az ausztráliai nyelvek, más néven Ausztrália őslakosainak nyelvközössége és nyelvváltozatai a természetes nyelvek néhány nyelvcsaládja. Elterjedési területe Ausztrália.
Ausztrália bennszülött nyelveit egyedülálló sajátosságaik megkülönböztetik minden egyéb nyelvcsaládtól. Az Ausztráliában használt bennszülött nyelvek nagy részére jellemző, hogy két tetszőleges nyelvhasználat között nincs éles különbség, hanem egyfajta hosszú nyelvjárás-láncolatot alkotnak. Ebből a szempontból a pama-nyungan nyelvcsalád egy hatalmas nyelvjárás-láncolatot alkot.

## Csoportosításuk
Ausztrál nyelvészek a következő rendszert alkották meg a földrészen beszélt nyelvek osztályozására:
Törzs (macrophylum), mely magába foglalja az élő és holt ausztráliai nyelvek összességét. Ez 29 nyelvcsaládot (phylic family) tartalmaz. Ezen belüli további osztályozás a csoport (group), alcsoport (subgroup), nyelv és végül a dialektus (nyelvjárás). Ezeket a kategóriákat lexikostatisztikai adatokkal határozták meg, ebből következően gyakran önkényes határokat húztak meg a folyamatos és éles határok nélküli nyelvátmenetekre.
Ezek alapján Ausztrália nyelvi térképét három nagy részre lehet osztani:
- Tasmánia kihalt nyelvei
- Az Ausztrália tekintélyes részét elfoglaló pama-nyungan nyelvcsalád (160 nyelv; pama, bangyalang, dijari, walpiri, aranda, pityantyatyara, nyungar,...).
- Az Ausztrália északi területein található 28 nyelvcsalád 68 nyelve:
  - Tivi nyelvek
  - Jivadzs nyelvek
  - Kakadzsu nyelvek
  - Mangeri nyelvcsalád
  - Gunavidzsi nyelvek
  - Nagarai nyelvek
  - Ganvinggui nyelvek
  - Burerai nyelvek
  - Nunggubujui nyelvek
  - Andiljaugvai nyelvek
  - Marai nyelvek
  - Ngevini nyelvek
  - Janjulai nyelvek
  - Dzsingli-vambajai nyelvek
  - Karavai nyelvek
  - Minkinai nyelvek
  - Laraki nyelvek
  - Kungarakanyai nyelvek
  - Varrai nyelvek
  - Dalyi nyelvek
  - Murinbati nyelvek
  - Dzsamindzsungai nyelvek
  - Dzsergai nyelvek
  - Bunabai nyelvek
  - Vurorai nyelvek
  - Nyul-nyulai nyelvek